# Litto Nebbia
Félix Francisco Nebbia est un musicien et chanteur argentin de rock. Il compte plus de 1 200 chansons dans son répertoire.

## Histoire

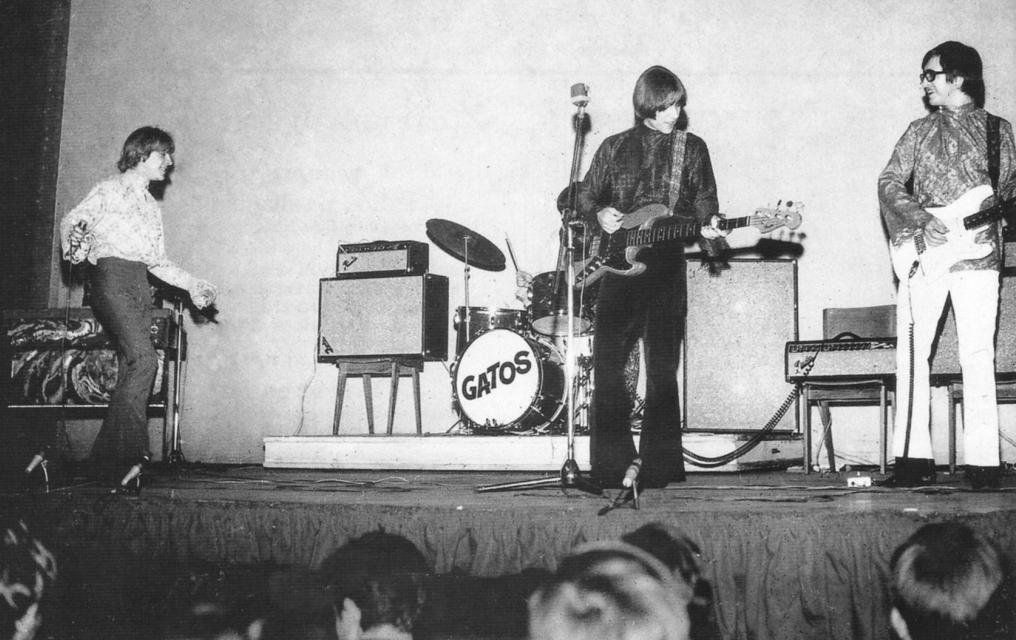
Los Gatos vers 1968.

Félix Francisco Nebbia est né le 21 juillet 1948 à Rosario, province de Santa Fe. D'origine piémontaise pour son père et créole pour sa mère, tous deux musiciens, il commence à travailler comme musicien dès l'enfance, abandonnant l'école. À Rosario, il rejoint, à l'âge de quinze ans, en tant que chanteur, les Wild Cats (renommés plus tard avec leur traduction espagnole, Los Gatos Salvajes), l'un des premiers groupes de rock argentins dirigé par Ciro Fogliatta (c'est aussi l'un des premiers groupes de rock en espagnol). Avec ce groupe, il déménage à Buenos Aires (une ville située à plus de 300 km de Rosario), en 1964, pour donner plusieurs concerts dans la populaire émission de télévision Escala Musical, vivant avec Fogliatta et d'autres musiciens dans une pension de famille à Barrio de Once, appelée Hotel Santa Rosa. Lorsque son contrat avec la télévision est interrompu, il trouve un emploi de bassiste dans un lieu musical précaire appelé La Cueva, situé dans le Barrio Norte (Pueyrredón 1723).
En 2006, il enregistre avec Andrés Calamaro l'album El Palacio de las Flores, qui est finalement publié sous le seul nom de Calamaro. L'album comprend des chansons composées par les deux musiciens, ainsi qu'une reprise par Armando Manzanero. En 2007, Litto réunit ses anciens camarades de Los Gatos, se produisant en concert, et publiant le CD Reunión 2007 en vivo par Melopea ; l'album comprend la participation de Fito Páez, et une nouvelle version de La Balsa enregistrée en studio. En 2011, il participe en tant que compositeur musical au film Sueños y pesadillas de Roberto Aguerre. À la fin de la même année, il sort l'ambitieux coffret La canción del mundo, qui comprend trois disques audio plus un DVD.
Le 15 décembre 2013, il est honoré dans la ville de Mendoza, pour sa carrière artistique lors d'un festival intitulé Solo se trata de vivir, desde siempre, où Claudia Puyó, Lito Vitale, Hugo Fattoruso, Juan Carlos Baglietto, Man Ray, Kevin Johansen, Lito Vitale, Hugo Fattoruso, Juan Carlos Baglietto, Kevin Johansen, Gonzálo Aloras et des artistes de Mendoza, parmi lesquels Orozco - Barrientos et Sebastián Garay.
Le 25 mai 2014, il participe aux célébrations de l'anniversaire de la Révolution de Mai, dans le cadre de l'émission Somos Cultura du ministère national de la Culture.
Le 31 août 2017 sort Rodar, un album que Nebbia a enregistré avec le groupe Pez pour célébrer les 50 ans du rock argentin. Les chansons qui le composent sont donc pour la plupart des versions actuelles de classiques de la première période de Nebbia avec Los Gatos, plus quelques nouvelles chansons (Rodar — qui sert d'introduction et de clôture à l'album —, Aromas de una esquina et Las palabras mágicas, ces deux dernières co-composées avec Ariel Minimal) et une piste bonus composée d'une version du classique fondateur du rock argentin, La balsa, et Pato trabaja en una carnicería de Moris L'album sera présenté en direct pour la première fois dans la ville de Rosario début septembre, tandis qu'en octobre il sera présenté lors de la nouvelle édition de B.A. Rock puis à la Ciudad Cultural Konex.

## Discographie

### Albums et bandes son notables
- 1969 : Litto Nebbia
- 1970 : Vol. 2
- 1971 : Nebbia's Band
- 1973 : Despertemos en América
- 1973 : Muerte en la Catedral
- 1974 : Melopea
- 1975 : Fuera del Cielo
- 1976 : Bazar de los milagros
- 1976 : Cosas que no quieren morir
- 1977 : El vendedor de promesas
- 1978 : Canciones para cada uno, vol. 1
- 1979 : Toda canción será plegaria, avec Mirtha Defilpo
- 1980 : Creer
- 1981 : Canciones para cada uno, vol. 2
- 1981 : Tres noches en La Trastienda
- 1981 : 1981
- 1981 : Solopiano, vol. 1
- 1982 : Sólo se trata de vivir
- 1982 : Llegamos de los barcos
- 1983 : En vivo en Obras
- 1983 : Eva Duarte de Perón : Quien quiera oír que oiga (banda sonora)
- 1984 : 1992... (1984)
- 1985 : Luna caliente (banda sonora)
- 1985 :  En Brasil, aquí y ahora...
- 1985 : O segredo da vida
- 1986 : Demasiadas maneras de no saber nada
- 1987 : The Naked Word
- 1988 :  Buscando en el bolsillo del alma

### Compilations
- 1978 : 10 años después
- 1982 : 10 años después, vol. 2
- 1983 : La guerra no sabe
- 1994 : Páginas de vida, vol. 1
- 1994 : Páginas de vida, vol. 2
- 1994 : Páginas de vida, vol. 3
- 1994 : Páginas de vida, vol. 4